# Wasserstraßen- und Schifffahrtsamt Heidelberg

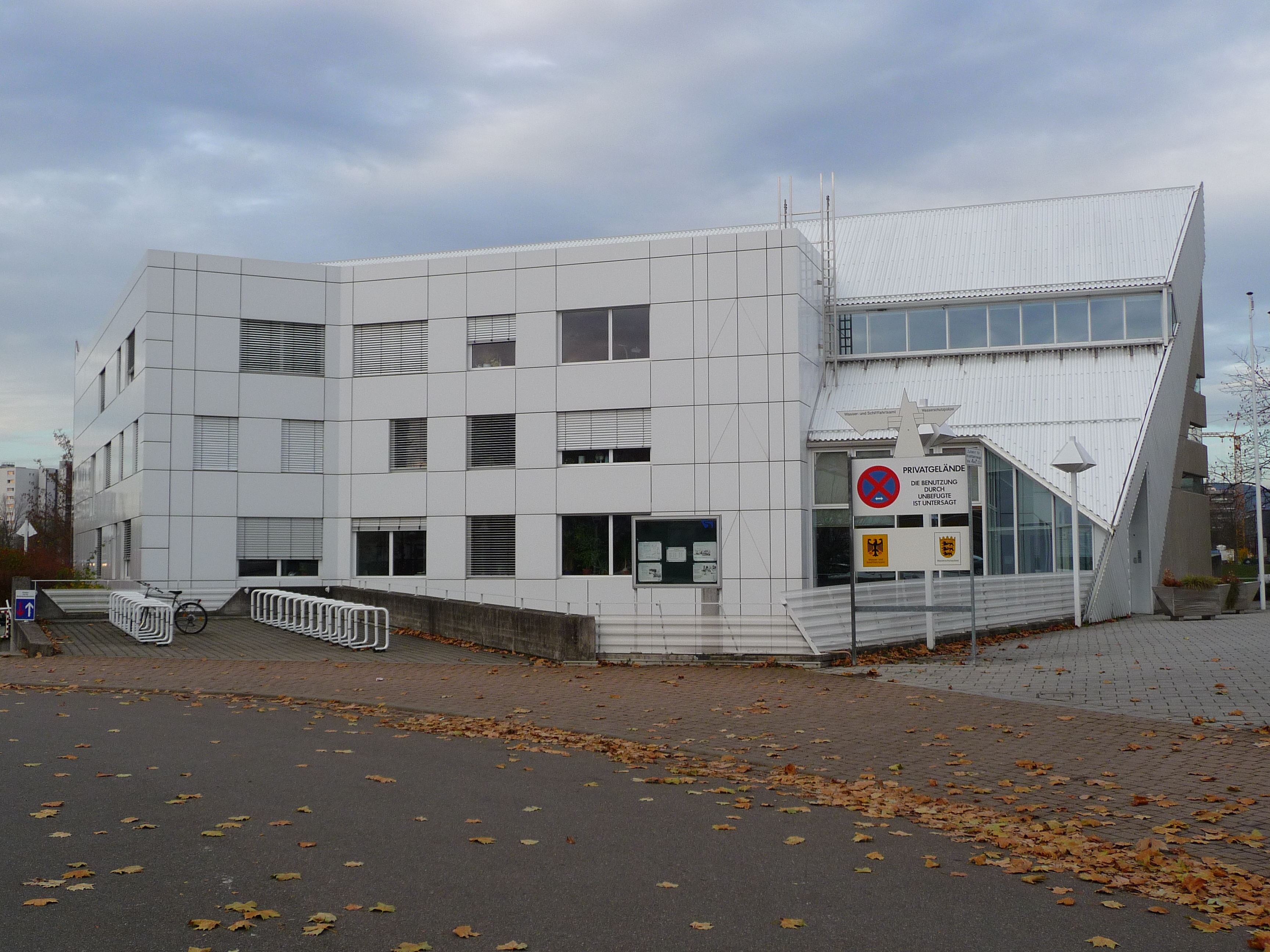
Ehemaliger Dienstsitz des WSA Heidelberg

Das Wasserstraßen- und Schifffahrtsamt Heidelberg (WSA Heidelberg) war ein Wasserstraßen- und Schifffahrtsamt in Deutschland. Es gehörte zum Dienstbereich der Generaldirektion Wasserstraßen und Schifffahrt, vormals Wasser- und Schifffahrtsdirektion Südwest.
Durch die Zusammenlegung der Wasserstraßen- und Schifffahrtsämter Heidelberg und Stuttgart ging es am 11. März 2019 im neuen Wasserstraßen- und Schifffahrtsamt Neckar auf.

## Zuständigkeit
Das Wasserstraßen- und Schifffahrtsamt Heidelberg war zuständig für die Bundeswasserstraße Neckar von Mannheim (Neckar-km 4,60) bis zum Heilbronner Stadtteil Horkheim (Neckar-km 116,44) inklusive der Seitenkanäle.

## Aufgaben
Zu den Aufgaben des Wasserstraßen- und Schifffahrtsamtes Heidelberg gehörten:
- Unterhaltung der Bundeswasserstraßen im Amtsbereich
- Betrieb und Unterhaltung baulicher Anlagen, z. B. Schleusen, Wehre und Brücken
- Aus- und Neubau
- Unterhaltung und Betrieb der Schifffahrtszeichen
- Messung von Wasserständen
- Übernahme strom- und schifffahrtspolizeilicher Aufgaben.

## Außenbezirke
Zum Wasserstraßen- und Schifffahrtsamt Heidelberg gehörten die Außenbezirke in Heidelberg, Eberbach, Bad Friedrichshall und der Bauhof Neckarsteinach. Der Bauhof verfügt über eine Slipanlage, mit der Schiffe des Wasserstraßen- und Schifffahrtsamtes aus dem Wasser gezogen werden können.

## Kleinfahrzeugkennzeichen
Den Kleinfahrzeugen im Bereich des Wasserstraßen- und Schifffahrtsamtes Heidelberg werden Kleinfahrzeugkennzeichen mit der Kennung HD zugewiesen.

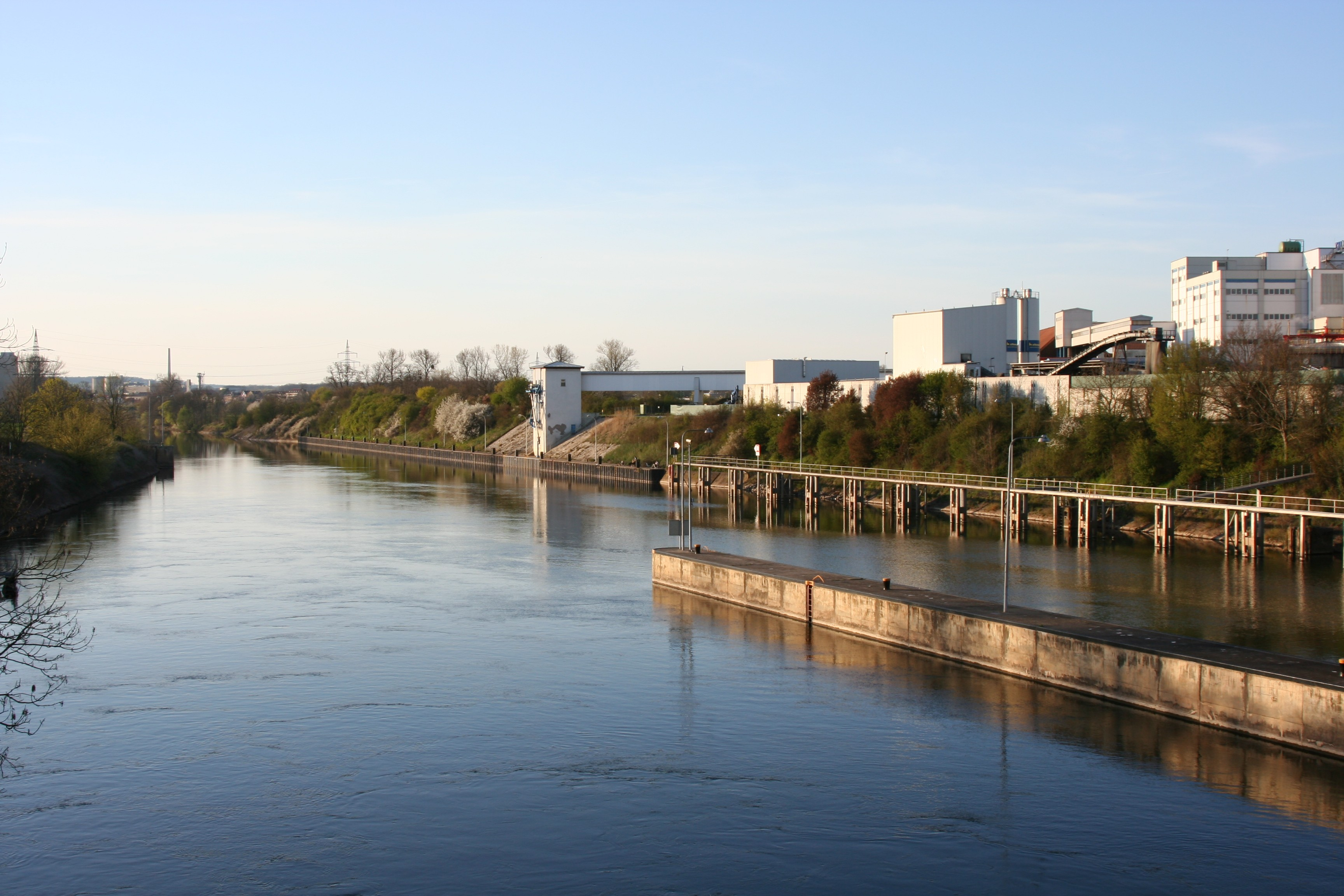
Neckarkanal bei Bad Friedrichshall
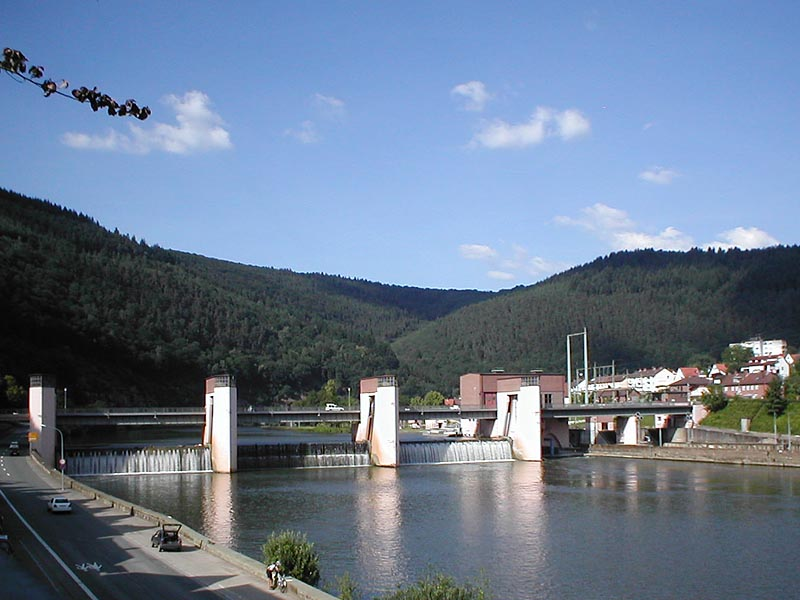
Wehr in Hirschhorn
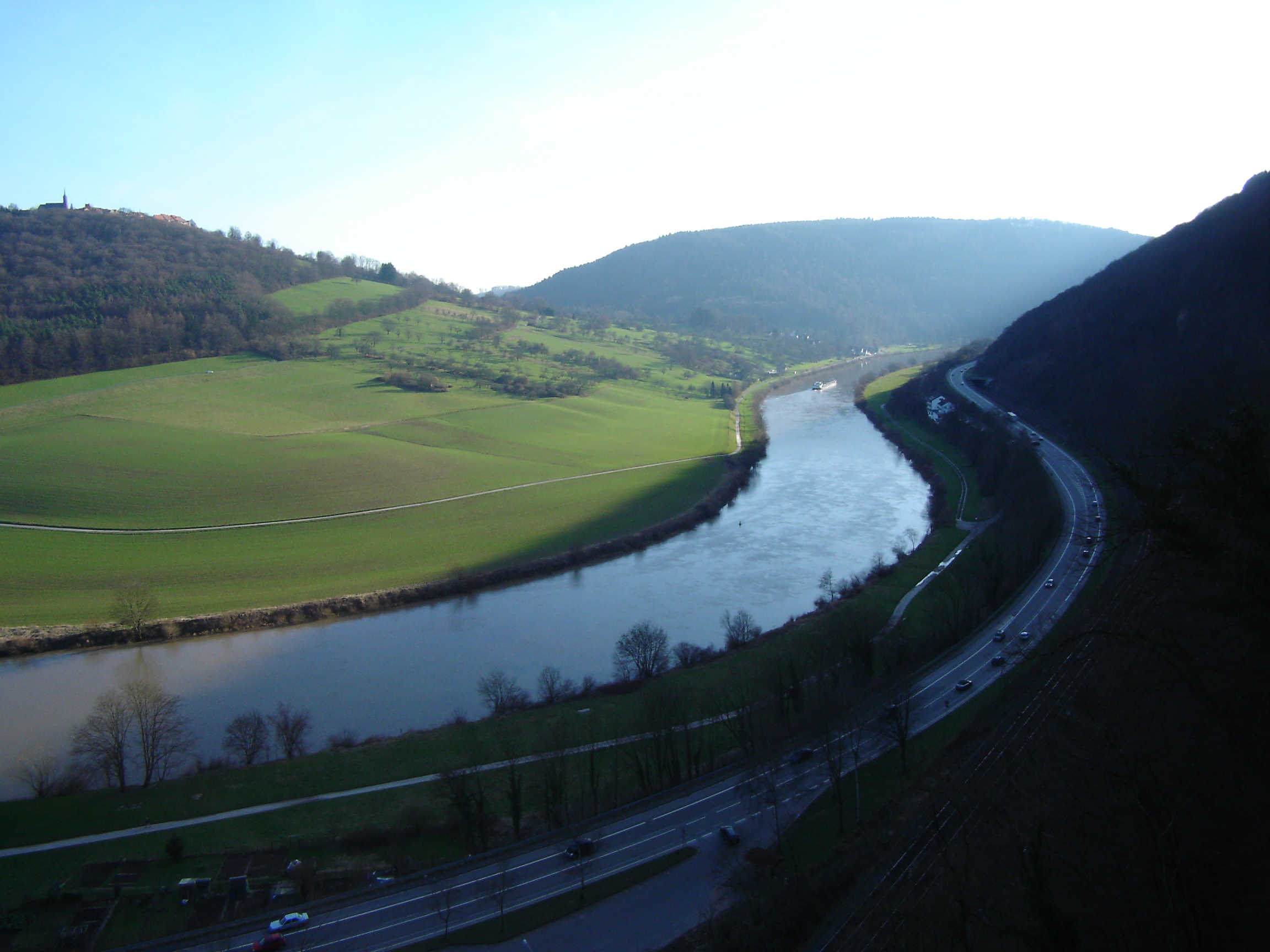
Neckar bei Neckarsteinach
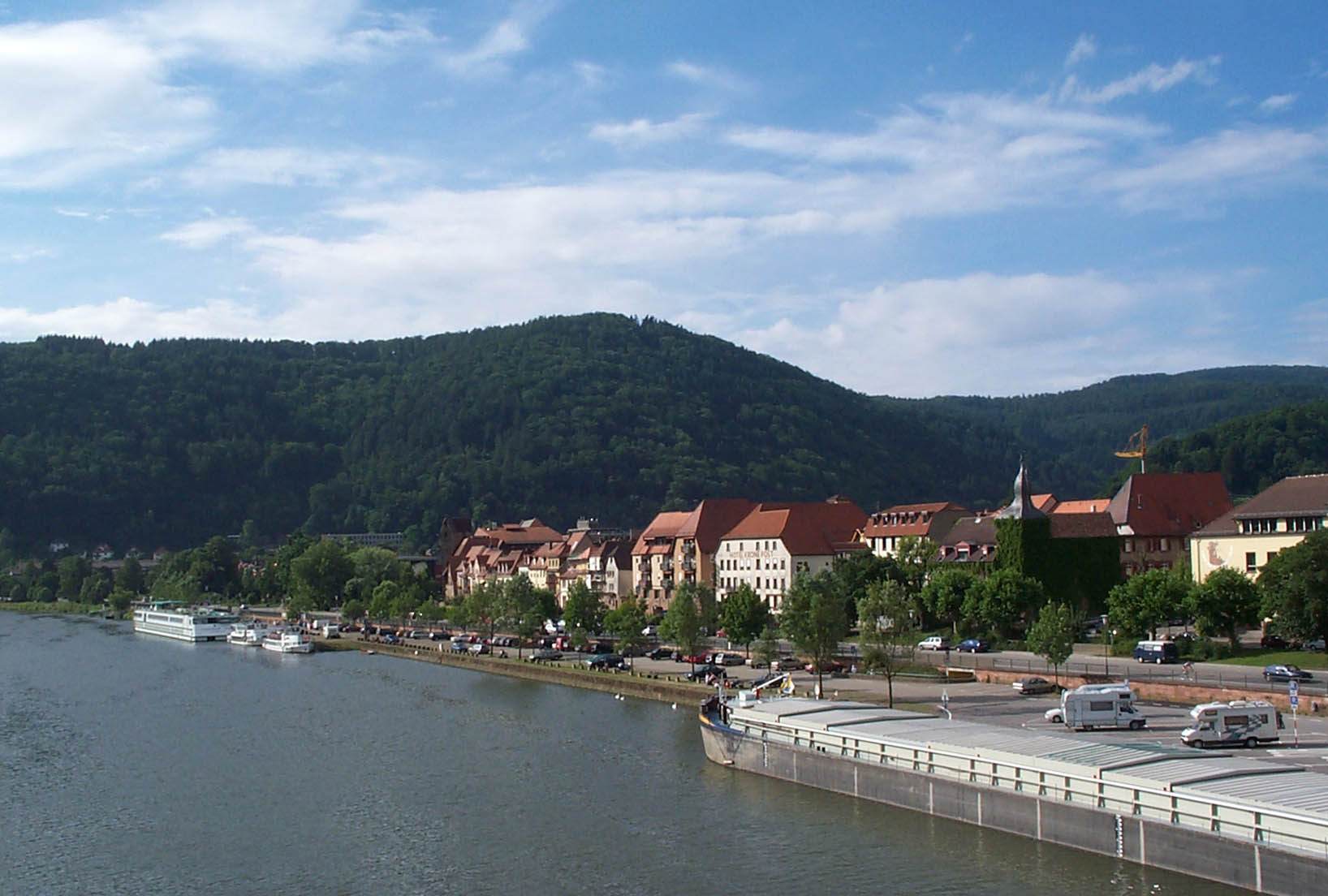
Neckar in Eberbach
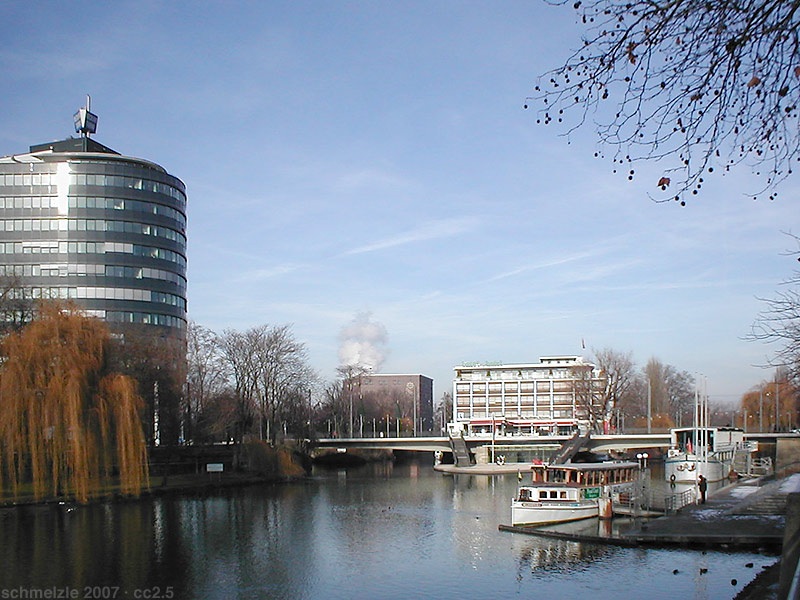
Neckar in Heilbronn

Koordinaten: 49° 24′ 34″ N, 8° 40′ 28″ O